# Dukat powstańczy
Dukat powstańczy – złota moneta bita w Polsce podczas powstania listopadowego w 1831 roku.

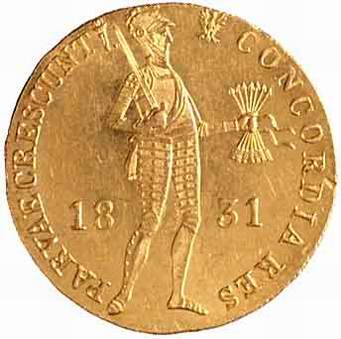
Dukat powstańczy, awers

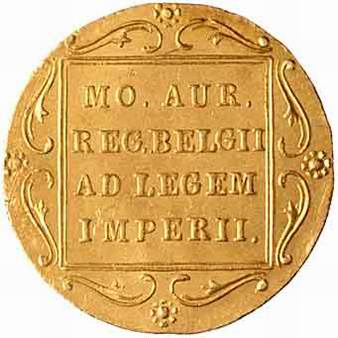
Dukat powstańczy, rewers

Moneta była bita dla potrzeb zakupu broni za granicą. 24 marca Bank Polski zlecił Ignacemu Bieńkowskiemu, dyrektorowi Mennicy Warszawskiej, bicie dukatów na wzór dukatów holenderskich. Dla odróżnienia takich dukatów od bitych między innymi w Petersburgu umieszczono na monecie Orła Polskiego, w miejsce kaduceusza Merkurego (na prawo od głowy rycerza).
Dukat holenderski był swoistym dolarem XVII i XVIII wieku. Powstał pod koniec XVI wieku w północnych Niderlandach. W związku z dominacją handlową miast Zjednoczonych Prowincji był masowo eksportowany do innych krajów. W Polsce opanował rynek pieniężny do końca XVIII wieku. Wybór pierwowzoru przez rząd powstańczy nie był więc przypadkowy. Dobrze znana na zachodzie moneta ułatwiała spłacanie zagranicznych należności.
Złoto potrzebne do bicia dukata pochodziło głównie ze zbiórek ludności. Moneta ważyła 3,46 grama i miała średnicę 21,4 mm. Łącznie wybito 163 205 dukatów powstańczych, z tego prawdopodobnie 858 w 1832 roku, ale antydatowanych na poprzedni rok. Znane są trzy typy dukata powstańczego: z kropką przed pochodnią (na awersie na lewo od głowy rycerza), bez kropki i z kropką za pochodnią.